# Дуф
Дуф (мкд. Дуф) је насељено место у Северној Македонији, у северозападном делу државе. Дуф припада општини Маврово и Ростуша.

## Географски положај
Насеље Дуф је смештено у северозападном делу Северне Македоније. Од најближег већег града, Гостивара, насеље је удаљено 14 km југозападно.
Дуф се налази у оквиру вишем делу Полога. Насеље је положено високо, на источним висовима планине Враца, која се ка северу наставља на Шар-планину. Источно се тло спушта у Полошку котлину. Надморска висина насеља је приближно 1.170 метара.
Клима у насељу је оштра планинска.

## Историја
Дуф је одувек био насељен Србима Македонцима православне вероисповести. Сви мештани су били верници Српске православне цркве. Пописано је крајем 19. века у месту 115 српских кућа.
Године 1900. ту је радила српска народна школа (основана још 1840) при којој је прослављена школска слава Св. Сава. Светосавску беседу одржао је учитељ Филип Гавриловић.